# 1919 Eternal
1919 Eternal (стилизованное написание 1919 ★ Eternal) — третий студийный альбом американской метал группы Black Label Society.
Альбом был выпущен 5 марта 2002 года и был посвящён деду Закка Уайлда.

## Обложка альбома
Обложка альбома основана на основе нацистского агитационного плаката, который использовался для вербовки голландцев в Schutzstaffel (SS).

## Список композиций
Все песни, написанные Закком Уайлдом, за исключением песни «America the Beautiful».
1. «Bleed for Me» — 5:31
2. «Lords of Destruction» — 5:11
3. «Demise of Sanity» — 3:23
4. «Life, Birth, Blood, Doom» — 4:21
5. «Bridge to Cross» — 5:49
6. «Battering Ram» — 2:22
7. «Speedball» — 0:58
8. «Graveyard Disciples» — 3:20
9. «Genocide Junkies» — 5:53
10. «Lost Heaven» — 4:24
11. «Refuse to Bow Down» — 4:53
12. «Mass Murder Machine» — 5:47
13. «Berserkers» — 5:06
14. «America the Beautiful» (instrumental) — 3:17
15. «Llabdeeps» (Japanese Bonus Track) — 1:00

## Участники записи
- Закк Уайлд — вокал, гитара, бас-гитара
- Роберт Трухильо — бас (песни 3, 4)
- Крэйг Нюненмэкер — ударные
- Christian Werr — ударные (песни 1, 3, 4)